# بهبيت
قرية بهبيت هي إحدى القرى التابعة لمركز العياط في محافظة الجيزة في جمهورية مصر العربية. حسب إحصاءات سنة 2006، بلغ إجمالي السكان في بهبيت 10967 نسمة، منهم 5711 رجل و5256 امرأة.